# Palazzo Trabucco
Le Palazzo Trabucco est un édifice historique de Naples, situé via San Liborio.

## Description
Adjacent au palazzo Mastelloni, le palais est construit par Niccolò Tagliacozzi Canale qui réalise un bel exemple d'architecture civile du XVIIIe siècle napolitain. La structure de l'édifice s'élève sur cinq étages décorés en style baroque local qui sous certains aspects devance le rococo. La composition de la façade est centrée sur un portail en piperno réalisé par Antonio Saggese.

Comme dans beaucoup de palais napolitains, le plan suit un schéma portail-vestibule-cour, où sur le fond, en perspective, s'élève un escalier ouvert  dit ad ali di falco : au palazzo Trabucco, il est réalisé en trois séquences d'arcs avec des ouvertures décalées qui coïncident avec les rampes. Les quatre piliers de l'escalier sont décorés par des lésènes aux chapiteaux en stuc inspirés de feuillage, tandis que les trois grandes ouvertures forment une saillie en piperno servant de balcon. Sous les ouvertures centrales se trouvent des cartouches en stuc utilisés comme décorations.

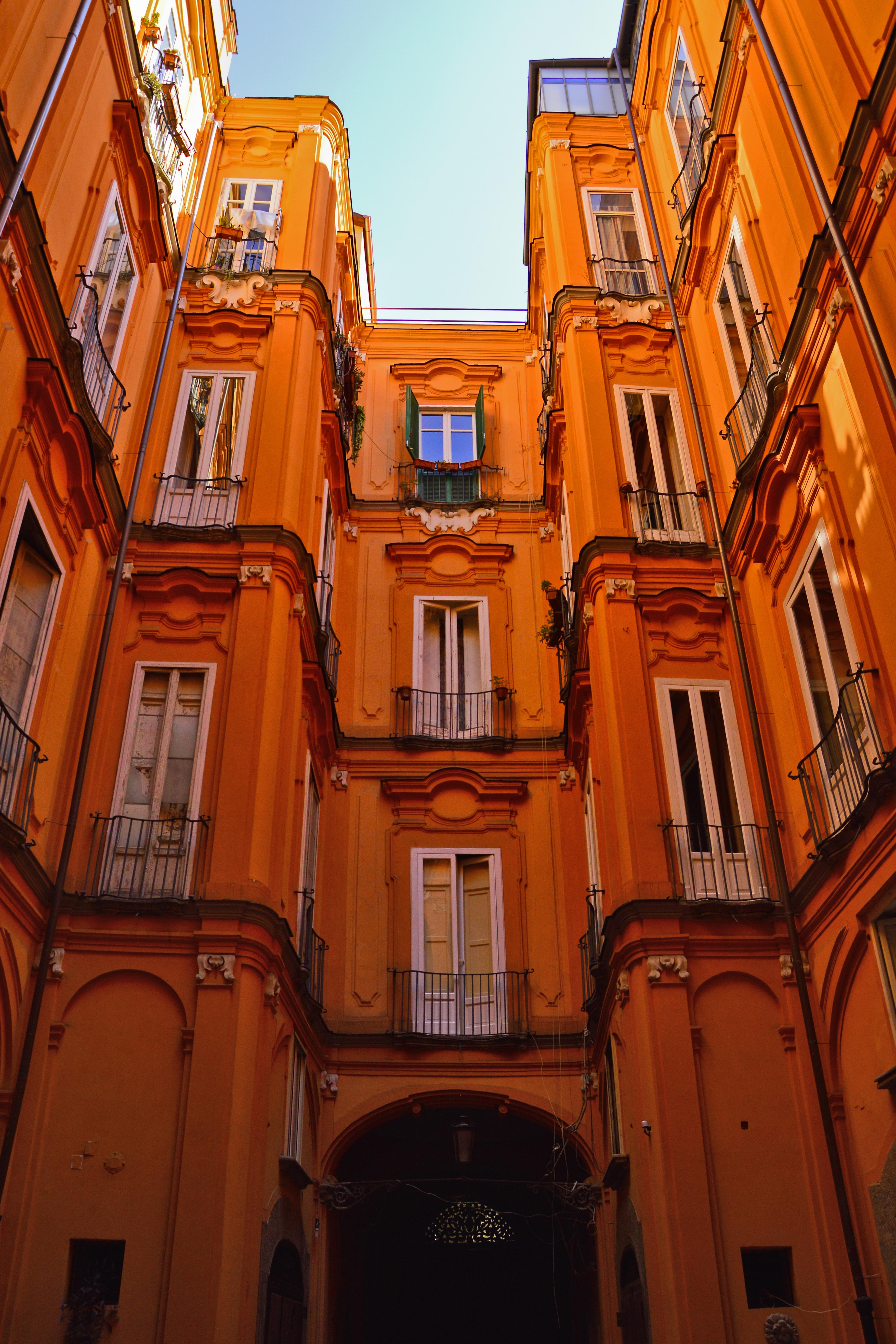
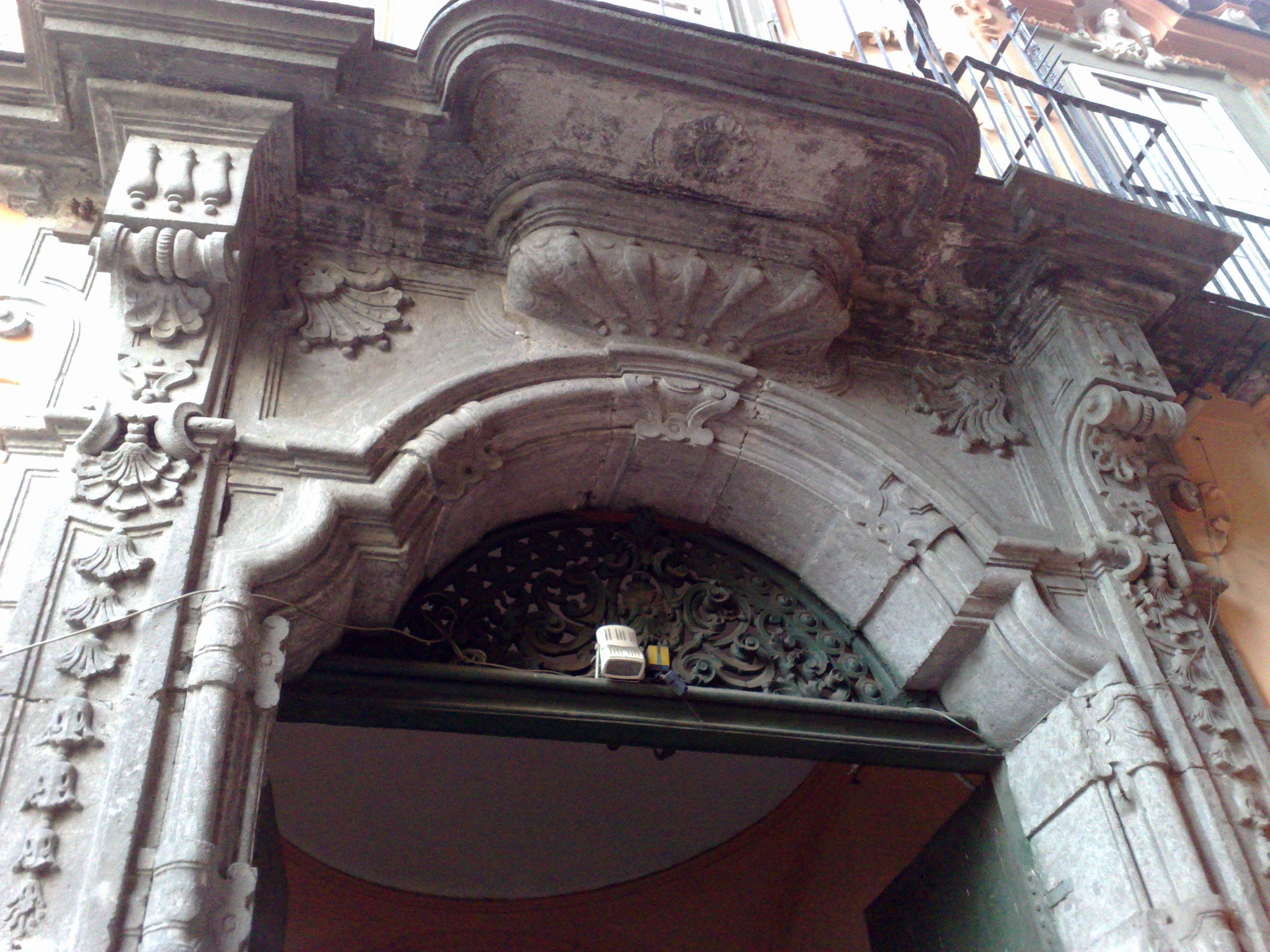
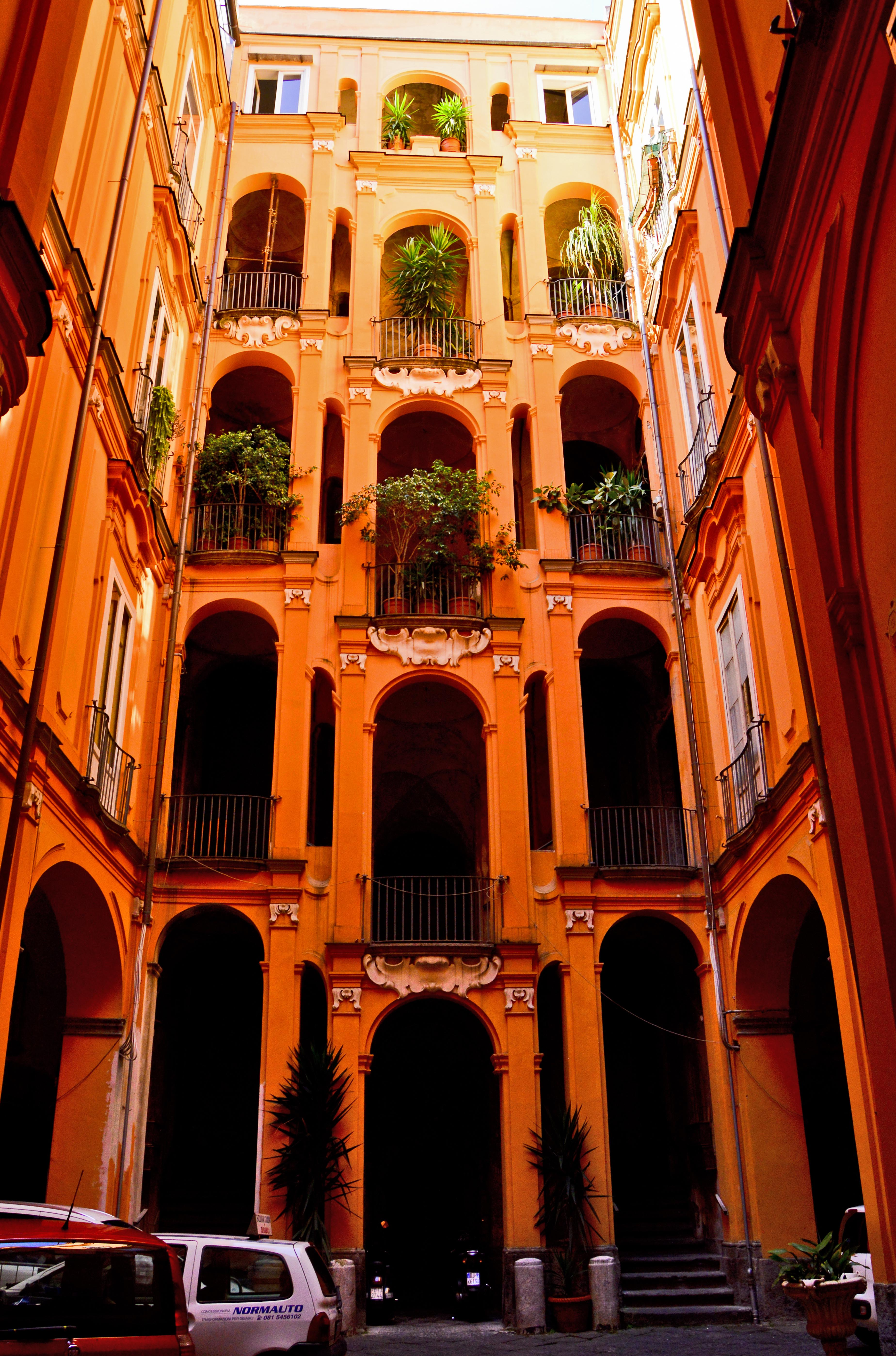